# Amasichos
Amasichos (altgriechisch Ἀμάσιχος Amásichos) ist eine Person der griechischen Mythologie.
Nach einem Scholion zu Homers Odyssee ist er der Sohn des Ikarios und der Asterodeia, als seine Brüder werden Phalereus, Thoon, Pheremmelias und Perilaos genannt, seine Schwestern sind Mede und Penelope, die spätere Gattin des Odysseus.
Da sich in der Bibliotheke des Apollodor der Name Imeusimos für einen der Brüder der Penelope findet, wurde vermutet, dass es sich bei den Namensformen Imeusimos und Amasichos um Verschreibungen des Namens Amasiklos handelt, der an einer anderen Stelle des Scholions zu finden ist.